# Нежность (сериал)
«Нежность» — российский телесериал, снятый режиссёрами Анной Меликян (первый сезон — в 2020 году) и Владимиром Щегольковым (второй сезон — в 2024 году). Главные роли исполнили Виктория Исакова, Евгений Цыганов, Константин Хабенский, Анна Пересильд и Светлана Ходченкова.
В 2024 году состоялась премьера второго сезона.

## Производство
Телесериал основан на одноимённом короткометражном фильме, снятом Анной Меликян в 2018 году, и поэтому задуман как его продолжение.
Начало съёмок планировалось на апрель 2020 года, однако из-за пандемии реализация проекта началась позже, в июне того же года.
Телесериал, как и короткометражка, полностью снят на Iphone и в чёрно-белой стилистике.
Съёмки проходили в Москве, Санкт-Петербурге, Сочи и Абхазии.
Премьера состоялась 12 ноября 2020 года на платформе IVI.
Второй сезон телесериала вышел на Иви 1 января 2024 года. Производством второго сезона занималась кинокомпания «Общественное Мнение». Съёмки телесериала проходили в Санкт-Петербурге, Москве и Сочи. Сезон также снимался на камеры телефонов. .

## Сюжет
Короткометражный фильм стал первой серией телесериала, в ней главная героиня Елена Ивановна отправляется в командировку в Санкт-Петербург. Незадолго до отъезда Елена поспорила с подругой, что за 24 часа успеет познакомиться с мужчиной и вступить с ним в близкие романтические отношения. Героиня выигрывает спор, пригласив в номер мужчину, которого встретила в холле отеля в Санкт-Петербурге. Наутро незнакомец покидает номер отеля, пока Елена спит, и оставляет ей номер своего телефона. Елена Ивановна возвращается в Москву и через несколько дней решается позвонить мужчине, в которого уже влюбилась, но номер оказался недействующим. Героиня ставит цель найти своего принца во что бы то ни стало.
Действие второго сезона начинается в номере петербургской гостиницы, известном зрителю по первому сезону, только на этот раз зритель покидает отель вместе с незнакомцем, оставляя Елену Ивановну досыпать после романтического знакомства. Героем второго сезона становится Сергей Николаевич. Зритель увидит, как встреча в лобби отеля изменила его жизнь.

## В главных ролях
- Виктория Исакова — Елена Ивановна Подберёзкина
- Евгений Цыганов — Сергей Николаевич Добров
- Константин Хабенский — Гоша, также рассказчик
- Юлия Пересильд — Яна, подруга Елены
- Ингеборга Дапкунайте — Рита, подруга Елены
- Анна Михалкова — Алла, подруга Елены
- Равшана Куркова — Лиана, подруга Елены
- Анна Пересильд — Агата, дочь Сергея Николаевича
- Светлана Ходченкова — Надежда
- Тимофей Трибунцев — Лёня
- Максим Лагашкин — Артём
- Александра Урсуляк — Галина, жена Сергея Николаевича
- Михаил Боярский — Валентин

## Мнения о телесериале
Гульназ Давлетшина, Film.ru:
Короткометражная картина была сказкой о встрече с прекрасным принцем в идеальном свитере и очаровательных очках. Но в сериале проступает настоящая жизнь, когда на пути к счастью тебя ждут тернии и целый багаж комплексов.
Денис Ступников, InterMedia:
При всей архетипичности показанной в сериале ситуации, в кино не так уж часто поднимается ситуация вселенских страданий по досадно упущенному случайному знакомому. Каждому для себя предстоит решить, глядя на метания героини Исаковой, бороться ли за это призрачное счастье, пытаться ли закрыть данный гештальт любой ценой ради спортивного интереса или же использовать выматывающую ситуацию потери с максимальной пользой для себя, используя ее как предлог для решения давно копившихся психологических проблем.
Роман Ковалёв, «После титров»:
Ощущение мимолётности не покидает на протяжении всего просмотра сериала «Нежность»: мимолётные знакомства, мимолётные увлечения, мимолётные приключения. Меликян каким-то чудом удалось уловить эту эфемерную субстанцию и погрузить в неё зрителя.

## Рейтинги и награды
- В июне 2021 года телесериал получил премию «Большая цифра» в категории «ТВ и видеоконтент» в номинации «OTT originals»[16].
- В январе 2021 года сервис Иви назвал топ фильмов и сериалов, которые смотрели подписчики во время новогодних каникул. Телесериал «Нежность», входящий в линейку IVI Originals, занял первое место в рейтинге[17].